# William A. Purtell
William Arthur Purtell, född 6 maj 1897 i Hartford, Connecticut, död 31 maj 1978 i West Hartford, Connecticut, var en amerikansk republikansk politiker och affärsman. Han representerade delstaten Connecticut i USA:s senat från augusti till november 1952 och på nytt 1953–1959.
Purtell deltog i första världskriget i USA:s armé. Han var sedan verksam inom affärslivet i Connecticut, bland annat som verkställande direktör för skruvtillverkaren Holo-Crome Screw Corporation.
Senator Brien McMahon avled 1952 i ämbetet och Purtell blev utnämnd till senaten fram till fyllnadsvalet senare samma år. Han kandiderade inte i fyllnadsvalet och efterträddes i november 1952 av Prescott Bush. I stället kandiderade Purtell för mandatet i klass 1. Han utmanade den sittande senatorn William Benton och vann. Purtell tillträdde följaktligen på nytt som senator i januari 1953. Han ställde upp för omval i senatsvalet 1958 men förlorade mot demokraten Thomas J. Dodd.
Purtell avled 1978 och gravsattes på Fairview Cemetery i Hartford County.